# Reserva de la biosfera Montes Azules
La Reserva de la Biósfera Montes Azules es un área natural protegida que se encuentra en el extremo oriental del estado de Chiapas, en México. Fue decretada como reserva por el gobierno de México en 1978. Está situada en la zona central de la Selva Lacandona, delimitada al norte por los ríos Usumacinta y Tulijá; al este por los ríos Usumacina y Salinas; al sur con Guatemala; y al oeste por los Altos de Chiapas y la cuenta del Tulijá.
La reserva tiene una extensión de 331,200 hectáreas con selvas altas y medianas subperennifolias y bosques de pino-encino. También se estima que es hábitat para 20% de la biodiversidad de México, en un área que equivale apenas a 0.16% del territorio nacional.

## Historia
Por sus reservas de madera de caoba y cedro, la región fue explotada por aserraderos extranjeros desde la mitad del siglo XIX hasta la década de 1940, los cuales se colocaban a lo largo de la parte media del río Usumacinta. Las compañías talaban los árboles, que eran transportados por la corriente del río hasta los barcos.

### Creación de la reserva
Debido a la alta explotación de los bosques de la región lacandona, el Consejo Nacional de Ciencia y Tecnología estableció en 1976 el Fideicomiso para el Estudio Integral de la Selva Lacandona. Dentro de dicho fideicomiso, se desarrolló un proyecto para crear un área natural protegida en la zona, que culminó en el decreto del gobierno mexicano para la creación de la Reserva de la Biósfera Montes Azules el 12 de enero de 1978.
En 1979, la UNESCO otorgó el reconocimiento a la reserva, incluyéndola dentro de la Red Mundial de Reservas de la Biósfera del Programa "El Hombre y la Biósfera".

## Geografía
La Reserva de Montes Azules se puede dividir en dos zonas: la primera es la zona oeste y norte, compuesta por una región montañosa cárstica que incluye cañadas y valles separados por sierras de altitud media, así como una meseta con lagos calcáreos. La segunda zona está compuesta por tierras bajas (cuya altura varía de los 80 a los 200 metros sobre el nivel del mar), de limitado relieve y parcialmente inundables.

### Clima
El clima de la reserva varía del templado caliente-subhúmedo al cálido húmedo. En cuanto a la lluvia, esta varía desde los 1,500 hasta los 3,500 mm de precipitación al año, recibiendo anualmente entre 2,500 y 3,500 mm en la mayor parte de la región.
La temperatura media varía de los 24 a los 26 grados centígrados, con una temperatura mínima promedio anual de 14 a 16 °C y una máxima promedio anual de 32 a 36 °C.

### Hidrografía
La cuenca del río Lacantún se encuentra dentro de la reserva. Al norte se encuentra un complejo formado por las lagunas Ojos Azules, Ocotal, Yanqui y El Suspiro. Al centro-oeste y el noroeste se encuentran las lagunas Lacanjá (7,906 hectáreas) y Miramar (1,030 hectáreas).

### Geología
La presencia de carst en la reserva es resultado de la disolución de la química de los carbonatos de calcio y magnesio de las calizas con el contacto con el agua.

## Biodiversidad
De acuerdo al Sistema Nacional de Información sobre Biodiversidad de la Comisión Nacional para el Conocimiento y Uso de la Biodiversidad (CONABIO) en la Reserva de la Biosfera Montes Azules habitan más de 2,780 especies de plantas y animales de las cuales 233 se encuentra dentro de alguna categoría de riesgo de la Norma Oficial Mexicana NOM-059  y 47 son exóticas.
La reserva es considerada una de las áreas con mayor biodiversidad en el país, alcanzando un 20% de la diversidad biológica mexicana en una región que equivale a 0.16% del territorio nacional. Además, la selva lacandona es considerada por la Unión Internacional para la Conservación de la Naturaleza como uno de los diez sitios de diversidad sobresaliente en Mesoamérica.

### Fauna
Reserva de la Biósfera de Montes Azules es una de las más ricas en especies animales en México. Es hábitat para 40 especies de peces; 109 especies de anfibios y reptiles; más de 340 especies de aves; y 116 especies de mamíferos. Algunas de las especies en peligro que pueden encontrarse en la reserva son el jaguar, la guacamaya roja, el águila arpía y el tapir.

### Flora
Aunque la mayor parte de la reserva está cubierta por selva alta y mediana, también se encuentran otros tipos de vegetales, tales como el bosque mesófilo, el bosque de pino-encino, la sabana abierta y el humedal.

### Hongos
Un estudio realizado en 1983 encontró la presencia de 40 especies de hongos, líquenes y mixomicetos. El grupo más común es el de los destructores de madera (27 especies); seguido de los parásitos –entre ellas la Hemileia vastatrix, que ataca el follaje del cafeto. La reserva tiene siete especies de hongos comestibles, como el Auricularia spp. y Pleurotus ostreatus.